# Oratorium kalwaryjskie
Oratorium Kalwaryjskie – oratorium Zbigniewa Książka i Bartłomieja Gliniaka napisane w hołdzie Sanktuarium w Kalwarii Zebrzydowskiej. Album zawiera 17 utworów, pochodzących z koncertu, który odbył się 15 sierpnia 2009 roku. W projekcie wzięło udział około 160 wykonawców.
Oratorium opowiada o trzech osobach – Jezusie Chrystusie, Św. Franciszku z Asyżu i Janie Pawle II, którzy marzyli, że miłością naprawią świat, dobrem pokonają zło, swoim cierpieniem zdejmą ból, a modlitwą wybłagają przebaczenie dla ludzkości. Wszyscy trzej potrafili cieszyć się, śmiać i radować światem i ludźmi.
Na warstwę muzyczną albumu składają się inspiracje muzyką z czasów Chrystusa, także muzyki z akcentami średniowiecza i muzyki współczesnej. 5 maja 2010 roku album uzyskał status złotej płyty.

## Wykonawcy
- Piotr Komorowski – dyrygent
- Chór UJ Camerata Iagellonica, przygotowanie chóru – Oleg Sznicar
- Orkiestra Symfoniczna Filharmonii Krakowskiej
- Chór Chłopięcy Bazyliki Matki Bożej Bolesnej w Limanowej
- Zespół Mandolinowy „Echo” z Piwnicznej Zdroju
- Schola Cantorum Wyższego Seminarium Duchownego oo. Bernardynów
- soliści: Aleksandra Bieńkowska, Joanna Słowińska, Przemysław Branny i Janusz Kruciński
- Krzysztof Ścierański (gitara basowa), Jacek Królik (gitara) oraz Robert Luty (perkusja), Bartłomiej Gliniak (fortepian elektryczny i syntezatory)

## Lista utworów
CD 1
| #   | Tytuł utworu                                                                             | Słowa                    | Muzyka             | Czas  |
| --- | ---------------------------------------------------------------------------------------- | ------------------------ | ------------------ | ----- |
|     | Otwarcie                                                                                 |                          |                    |       |
| 1.  | „Litania Kalwaryjska” (śpiew: wszyscy soliści)                                           | Zbigniew Książek         | Bartłomiej Gliniak | 5:53  |
|     | Część I – Jezus Chrystus                                                                 |                          |                    |       |
| 2.  | Narrator I / Prolog muzyczny (czyta: Zbigniew Książek)                                   | (Iz 7,13-14, Iz 53,4-5), | Bartłomiej Gliniak | 3:36  |
| 3.  | „Żeby miłość wybierać choć boli” (śpiew: wszyscy soliści)                                | Zbigniew Książek         | Bartłomiej Gliniak | 3:26  |
| 4.  | „Słowo Jezus” (śpiew: Joanna Słowińska i Janusz Kruciński)                               | Zbigniew Książek         | Bartłomiej Gliniak | 4:42  |
| 5.  | „Iezus Nazaremus” (śpiew: Janusz Kruciński)                                              | Zbigniew Książek         | Bartłomiej Gliniak | 5:31  |
| 6.  | „Córki Jerozolimskie” (śpiew: Joanna Słowińska i Aleksandra Bieńkowska)                  | Zbigniew Książek         | Bartłomiej Gliniak | 4:19  |
| 7.  | „Tajemnica” (śpiew: Aleksandra Bieńkowska)                                               | Zbigniew Książek         | Bartłomiej Gliniak | 7:23  |
|     | Część II – Święty Franciszek                                                             |                          |                    |       |
| 8.  | Narrator II (czyta: Zbigniew Książek)                                                    | Kwiatki św. Franciszka   | Bartłomiej Gliniak | 1:30  |
| 9.  | „Franciszku, Święty Biedaczyno” (śpiew: Janusz Kruciński)                                | Zbigniew Książek         | Bartłomiej Gliniak | 4:45  |
| 10. | „A nas zwyczajny lęk ogarnia” (śpiew: Joanna Słowińska)                                  | Zbigniew Książek         | Bartłomiej Gliniak | 3:59  |
| 11. | „Nie człowiek człowiekowi wilkiem” (śpiew: Aleksandra Bieńkowska)                        | Zbigniew Książek         | Bartłomiej Gliniak | 5:52  |
| 12. | „Bo rano minął ten nasz świat” (śpiew: Joanna Słowińska)                                 | Zbigniew Książek         | Bartłomiej Gliniak | 4:52  |
| 13. | „Miej w opiece nas Święty Franciszku” (śpiew: Aleksandra Bieńkowska i Przemysław Branny) | Zbigniew Książek         | Bartłomiej Gliniak | 4:55  |
|     |                                                                                          |                          |                    | 57:23 |

CD 2
| #  | Tytuł utworu                                                                 | Słowa            | Muzyka             | Czas  |
| -- | ---------------------------------------------------------------------------- | ---------------- | ------------------ | ----- |
|    | Część III – Jan Paweł II                                                     |                  |                    |       |
| 1. | Narrator III / Prolog muzyczny (czyta: Zbigniew Książek)                     | Jan Paweł II     | Bartłomiej Gliniak | 2:40  |
| 2. | „Totus Tuus” (śpiew: wszyscy soliści)                                        | Zbigniew Książek | Bartłomiej Gliniak | 5:42  |
| 3. | „Jeśli Bóg z wami, któż przeciw jest” (śpiew: Przemysław Branny)             | Zbigniew Książek | Bartłomiej Gliniak | 3:42  |
| 4. | „Cierpienie” (śpiew: Joanna Słowińska, Przemysław Branny i Janusz Kruciński) | Zbigniew Książek | Bartłomiej Gliniak | 6:13  |
| 5. | „Miłość to tęczy blask” (śpiew: Przemysław Branny)                           | Zbigniew Książek | Bartłomiej Gliniak | 5:57  |
| 6. | „By się za mnie pomodlili” (śpiew: Przemysław Branny i Janusz Kruciński)     | Zbigniew Książek | Bartłomiej Gliniak | 5:18  |
|    | Finał                                                                        |                  |                    |       |
| 7. | „Litania Kalwaryjska” (śpiew: wszyscy soliści)                               | Zbigniew Książek | Bartłomiej Gliniak | 6:28  |
|    |                                                                              |                  |                    | 34:58 |